# Święci Jerzy i Ludwik z Tuluzy
Święci Jerzy i Ludwik z Tuluzy (wł. San Luigi, san Giorgio e la Principessa) – obraz włoskiego malarza Jacopa Tintoretta.
Tematem obrazu są dwaj święci, Święty Jerzy i św. Ludwik z Tuluzy. Pierwszy był pogromcą smoka i stał się symbolem zwycięstwa chrześcijaństwa nad światem pogańskim. Jego mit pochodzi z czasów wypraw krzyżowych a pierwsze wzmianki pochodzą z rejonów Kapadocji. Kobieta i smok stanowią tu atrybuty świętego. Ludwik z Tuluzy był uosobieniem cnoty. Według tradycji był następcą tronu Neapolu, lecz zrzekł się go, wstąpił do franciszkanów i pomagał biednym. Zmarł w nędzy na gruźlicę. W ikonografii przedstawiany był ze sznurem franciszkańskim, mitrą biskupią i koroną królewską u stóp.
Na obrazie Tintoretta księżniczka w koronie dosiada smoka. Nie jest dokładnie znane znaczenie ikonograficzne tej sceny. Nie ma takiej wersji historii mówiącej o kobiecie na smoku. Ludwik został przedstawiony w ruchu, pogardliwie spogląda przez ramię w dół, tam gdzie powinien być trzeci nieobecny atrybut świętego – korona królewska.